# Камнем по голове
| Оценки критиков | Оценки критиков |
| Источник        | Оценка          |
| --------------- | --------------- |
| AllMusic        | [ 1 ] [ 2 ]     |
| Звуки.ру        | без оценки      |

«Камнем по голове» — дебютный студийный альбом российской панк-рок-группы «Король и Шут». Был записан на Петербургской студии грамзаписи (бывшая студия «Мелодия») в августе — сентябре и выпущен 3 октября 1996 года. Альбом, хоть и не сразу, но снискал огромную популярность как у критиков, так и у любителей русского рока. На песни «Садовник», «Блуждают тени», «Внезапная голова» и «Дурак и молния» были сняты малобюджетные видеоклипы, показанные в рамках телепрограммы «Белая полоса». Позднее из кусков ранних концертов был сделан клип на заглавную песню. В 2016 году Александр Балунов выложил клип на песню «От женщин кругом голова».

## История создания
В декабре 1995 года из армии вернулся Андрей «Князь» Князев, за время службы написавший множество новых текстов, в том числе и заглавную песню будущего альбома. Примерно в то же время к коллективу присоединяется гитарист Яков Цвиркунов. Группа начинает готовить новый материал. Многие песни, которые впоследствии вошли в альбом «Камнем по голове», были впервые исполнены 17 февраля 1996 года на концерте в клубе «Гора». Существует любительская видеозапись этого выступления, на которой видно, что Михаил «Горшок» Горшенёв поёт новые песни «с бумажки»[значимость факта?].
После этого последовало ещё множество выступлений группы в клубах «Полигон», «Гора», «Тень», «Лесопилка» и «Арт-клиника». С каждым концертом зрителей становилось всё больше. В это же время группа «Король и Шут» отметилась выступлениями на фестивалях «No Pops», «RadioFUZZ», «Наполним небо добротой». Также группа выступила на концерте памяти Виктора Цоя 21 июня 1996 года. Именно в это время директор группы Дмитрий Шумный начинает искать лейбл для записи альбома. В итоге остановились на компании Сергея Курёхина, Алексея Ершова и Сергея «Пита» Селиванова «Курицца Records».
Примерно в это же время группа снялась в программе «Белая полоса», показанной по «Пятому каналу». Для этой программы была снята репетиция песни «Внезапная голова». Альбом «Камнем по голове» был записан в течение августа и сентября 1996 года на Петербургской студии грамзаписи (бывшая студия «Мелодия»). Запись производилась на многоканальный плёночный магнитофон. Альбом был выпущен на компакт-кассетах осенью того же года.
У компании «Курицца Records» не было системы дистрибуции, поэтому альбом часто передавался из рук в руки. В магазинах его было очень сложно найти, дальше Петербурга эта кассета тогда не пошла. Презентация альбома прошла в клубе «Ватрушка», располагавшемся в ДК Пищевиков. На концерт пришло более пятисот человек, и совершенно неожиданно для выпускающей компании на этом выступлении было продано около трёхсот кассет «Камнем по голове».

## Варианты издания альбома
Первое издание этой работы включало в себя восемнадцать композиций. Спустя год тот же лейбл «Курицца» переиздал запись на компакт-дисках, дополнив оригинальный материал тремя бонус-треками. Ими стали песни «Мотоцикл», «В доме суета» и «Лесные разбойники». В дальнейшем альбом неоднократно переиздавался как легально, так и нелегально.
В 1998 году запись была переиздана на кассетах компанией Hobgoblin Records. В том же году её выпустит и Caravan records. В 1999 году после процедуры ремастеринга «Камнем по голове» переиздаёт фирма Manchester Files. В дальнейшем появятся несколько лицензионных вариантов этого издания.
В 2007 году альбом переиздаёт фирма грамзаписи «Никитин». Запись в этом варианте издания выходит с двадцать одной композицией и одним видео-бонусом. Им стала запись исполнения песни «Верная жена».

## Список композиций
Все тексты написаны Андреем Князевым, вся музыка написана Михаилом Горшенёвым, кроме отмеченных.
| №   | Название                                                           | Текст песни | Музыка                             | Длительность |
| --- | ------------------------------------------------------------------ | ----------- | ---------------------------------- | ------------ |
| 1.  | «Смельчак и ветер»                                                 |             |                                    | 3:03         |
| 2.  | «Проказник скоморох»                                               |             |                                    | 1:52         |
| 3.  | «Верная жена»                                                      |             |                                    | 2:37         |
| 4.  | «Садовник»                                                         |             |                                    | 3:42         |
| 5.  | «Блуждают тени»                                                    |             |                                    | 2:11         |
| 6.  | «Внезапная голова»                                                 |             |                                    | 2:24         |
| 7.  | «Шар голубой»                                                      | Народный    | Народная                           | 1:14         |
| 8.  | «Злодей и шапка»                                                   |             |                                    | 2:16         |
| 9.  | «От женщин кругом голова»                                          |             |                                    | 1:30         |
| 10. | «Рыбак»                                                            |             | Андрей Князев                      | 1:16         |
| 11. | «Мотоцикл (*)»                                                     |             | Александр Балунов, Михаил Горшенёв | 2:37         |
| 12. | «Холодное тело»                                                    |             |                                    | 2:40         |
| 13. | «Дурак и молния»                                                   |             |                                    | 1:54         |
| 14. | «Леший обиделся»                                                   |             |                                    | 2:52         |
| 15. | «Два вора и монета»                                                |             |                                    | 2:16         |
| 16. | «Любовь и пропеллер»                                               |             |                                    | 2:55         |
| 17. | «Камнем по голове»                                                 |             |                                    | 2:37         |
| 18. | «С тех пор как он ушёл»                                            |             |                                    | 2:16         |
| 19. | «История, окутанная тайной (*)» (другое название — «В доме суета») |             |                                    | 2:31         |
| 20. | «Лесные разбойники (*)»                                            |             | Андрей Князев                      | 3:55         |
| 21. | «Мария»                                                            |             |                                    | 4:03         |

Материал из личного архива Александра "Балу" Балунова (Переиздание 2020 года).
| №   | Название                        | Длительность |
| --- | ------------------------------- | ------------ |
| 22. | «Мёртвая земля»                 | 5:32         |
| 23. | «Рыбак (альтернативная версия)» | 1:42         |

(*) помечены песни, издававшиеся с 1997 года

## Музыканты
- Михаил «Горшок» Горшенёв — вокал, музыка (кроме 10, 17, 20)
- Андрей «Князь» Князев — вокал, тексты (кроме 7), музыка (10, 20)
- Яков Цвиркунов — гитара, бэк-вокал
- Александр «Балу» Балунов — бас-гитара, гитара (5), музыка (11)
- Александр «Поручик» Щиголев — ударные

## Отзывы и критика
Вот что сказал об альбоме «Камнем по голове» Александр «Чача» Иванов, лидер группы «НАИВ»:

Я увидел там странное влияние калифорнийского поп-панка, преломленное через петербургское видение. При этом сделано на русском языке и очень тематично. Что-то оригинальное сказочно-страшное. Ни у кого до них темой песен не были бесконечно катящиеся отрезанные головы. В какой-то момент это стало моей любимой кассетой. Я ничего о них не знал, кроме названия... 
Группа «Тараканы!» исполнила кавер на песню «Блуждают тени» на фестивале KUBANA 3 августа 2013 года, посвятив её памяти Михаила Горшенёва. При этом лидер группы Дмитрий «Сид» Спирин сказал следующее:

Следующая песня не нашего собственного сочинения, но когда мы её услышали в 1997 году, она нам очень понравилась… 
На прощальных концертах «Короля и Шута» в Москве, прошедших 24 и 25 ноября 2013 года, Дмитрий Спирин исполнил композицию «Камнем по голове».